# Фрењо ет Веврот
Фрењо ет Веврот (фр. Fraignot-et-Vesvrotte) насеље је и општина у источном делу централне Француске у региону Бургоња, у департману Златна обала која припада префектури Дижон.
По подацима из 2011. године у општини је живело 66 становника, а густина насељености је износила 5,63 становника/km². Општина се простире на површини од 11,73 km². Налази се на средњој надморској висини од 435 метара (максималној 498 m, а минималној 383 m).

## Демографија
| 1962. | 1968. | 1975. | 1982. | 1990. | 1999. | 2011. |
| ----- | ----- | ----- | ----- | ----- | ----- | ----- |
| 80    | 92    | 69    | 73    | 76    | 78    | 66    |

График промене броја становника у току последњих година